# Bríd Brennan
Brid Brennan (Belfast, 1953) è un'attrice britannica.

## Carriera
Inizia la sua carriera come attrice teatrale a Dublino, calcando le scene dei principali teatri cittadini, come il Gate Theatre, l'Abbey Theatre e il Gaiety Theatre. Contemporaneo è il suo esordio cinematografico, in Excalibur, diretta da John Boorman. È principalmente nota per il ruolo della madre nel film Doppio gioco. Attrice teatrale di rilevanza internazionale, conquista il Tony Award per la sua interpretazione in Ballando a Lughnasa, di Brian Friel.

## Riconoscimenti
- Tony Award per la migliore attrice nel 1992 per il suo ruolo in Ballando a Lughnasa
- Drama Desk Award nel 1992 per Ballando a Lughnasa
- Theatre World Award nel 1992 per Ballando a Lughnasa
- Irish Film and Television Award per la sua interpretazione nell'adattamento cinematografico di Ballando a Lughnasa
- Edinburgh International Film Festival nel 2012 per Doppio gioco
- Irish Film and Television Award nel 2013 per Doppio gioco

## Filmografia

### Cinema
- Excalibur (1981)
- Trojan Eddie, regia di Gillies MacKinnon (1996)
- Ballando a Lughnasa, (1998)
- Il viaggio di Felicia (Felicia's Journey), (1999)
- Topsy-Turvy - Sotto-sopra (Topsy-Turvy), (1999)
- Doppio gioco (Shadow Dancer), (2012)
- Brooklyn, (2015)

### Televisione
- Il grande amore di Ginevra (Guinevere), regia di Jud Taylor – film TV (1994)